# Tour du Soleil
La Tour du Soleil (太陽の塔, Taiyō no tō) est un bâtiment créé par l'artiste japonais Tarō Okamoto. Elle est connue comme étant le symbole de l'Exposition universelle de 1970. Elle est située dans le parc commémoratif de l'Exposition à Suita, dans la Préfecture d'Osaka, au Japon. Sur la tour sont représentés trois visages, sur son front et à l'arrière. Le gouvernement de la préfecture d'Osaka souhaite faire inscrire cette tour sur la liste du patrimoine mondial de l'UNESCO.

## Histoire
À l'origine, la tour a été construite pour l'Exposition universelle de 1970 et était insérée dans le bâtiment central 大屋根 (Grand toit), conçu par l'architecte japonais Kenzō Tange. La pointe de la tour sortait du plafond du Grand toit. L'écrivain de science-fiction Sakyō Komatsu l'a vue et l'a associée avec un acte sexuel décrit dans le roman La Saison du soleil, où un personnage passait son pénis à travers la paroi d'une porte en papier coulissante. Le créateur de la tour, Taro Okamoto, a entendu parler de cette comparaison et nommé la tour la Tour du Soleil.

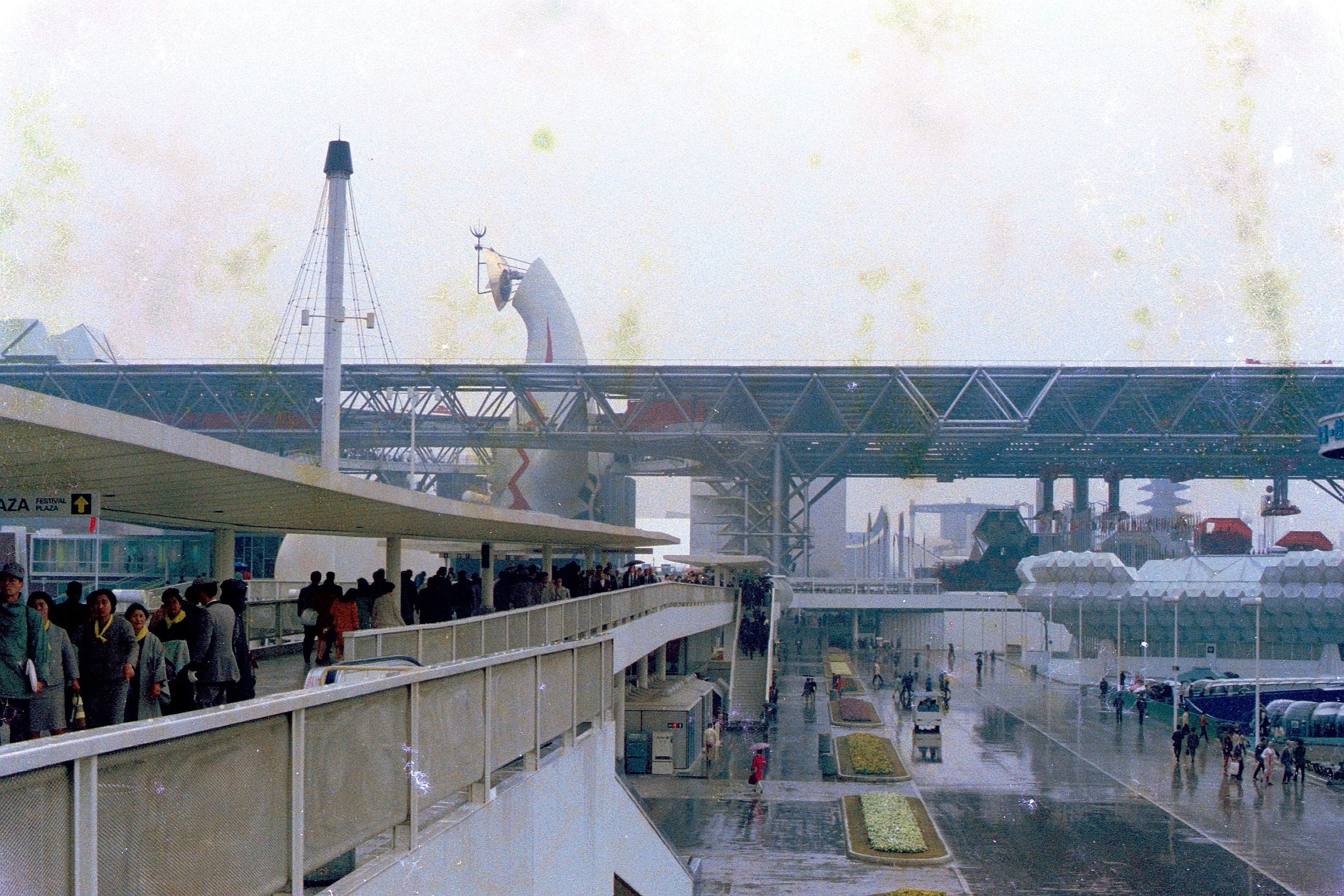
La Tour du Soleil (de profil à l'arrière-plan) lors de l'Expo'70.

La tour était ouverte au public et les visiteurs pouvaient entrer à l'intérieur pendant l'exposition, mais elle a été fermée après l'événement. À l'intérieur se trouve une immense œuvre d'art appelée l'Arbre de Vie. La structure Grand toit qui entourait la tour de la tour a été supprimée en 1979, rendant la tour exposée aux éléments. La tour s'est progressivement détériorée. Il a été décidé de la préserver et les travaux de réparation ont commencé en novembre 1994 et se sont terminés en mars 1995.
La Tour a été plusieurs fois ouverte au public pour de courtes durées,. Après des réparations supplémentaires. il était prévu de l'ouvrir au public en permanence, à partir de 2014, mais, en décembre, 2015, l’intérieur de la Tour n'est toujours pas accessible au public.
En 2016, la préfecture engage un budget de 1,7 milliard de yens pour restaurer l'intérieur de la tour.
En 2018, les autorités de la préfecture d'Osaka annoncent leur intention de proposer à l'UNESCO l'inscription de la tour au registre du patrimoine mondial.

## Caractéristiques
La tour est haute de 70 mètres, son diamètre à la base est de 20 mètres, et chacun des deux bras est long de 25 mètres. Trois visages sont représentés sur la tour, deux faces à l'avant, et un visage dans le dos. Le visage situé dans la partie supérieure, dont le diamètre est de 11 mètres, représente l'avenir. Une antenne sert de paratonnerre. En guise d'yeux, des lampes à arc au xénon ont été utilisés lors de l'exposition, mais elles sont tombées en panne par la suite. Le 25 septembre 2004, de nouvelles lumières ont été installées à côté des vieilles pour annoncer l'Exposition 2005. Le visage entre les deux bras représente le présent, et la face noire sur l'arrière de la tour est le soleil du passé. À l'origine, un autre visage, le Soleil souterrain, était situé au sous-sol ; toutefois, il a été déplacé à un endroit inconnu. Les reliefs rouges sur le devant de la tour représentent le tonnerre.
À l'intérieur de la tour, une œuvre d'art appelée l'Arbre de Vie était exposée ; de nombreuses miniatures et des objets créés par les Tsuburaya Productions étaient suspendus à l'arbre. Il était de 45 mètres de haut et représente la force de la vie allant vers l'avenir. Dans la tour, il y avait des escalators autour de l'arbre et un ascenseur qui permettait aux visiteurs d'aller à l'étage supérieur. L'un des ascenseurs à l'intérieur était relié à une partie du Grand toit à travers une ouverture dans le mur ; il a été fermé après l'exposition. À l'origine, La Tour de la Mère et La Tour de la Jeunesse, créées également par Taro Okamoto, se trouvaient dans les zones est et ouest de l'exposition ; plus tard, elles ont été supprimées.
Une version miniature de la Tour se trouve dans le Taro Okamoto Museum of Art. La Tour fait partie de la liste des Best 100 Media Arts in Japan de l'Agence des Affaires culturelles.

## Dans la culture populaire

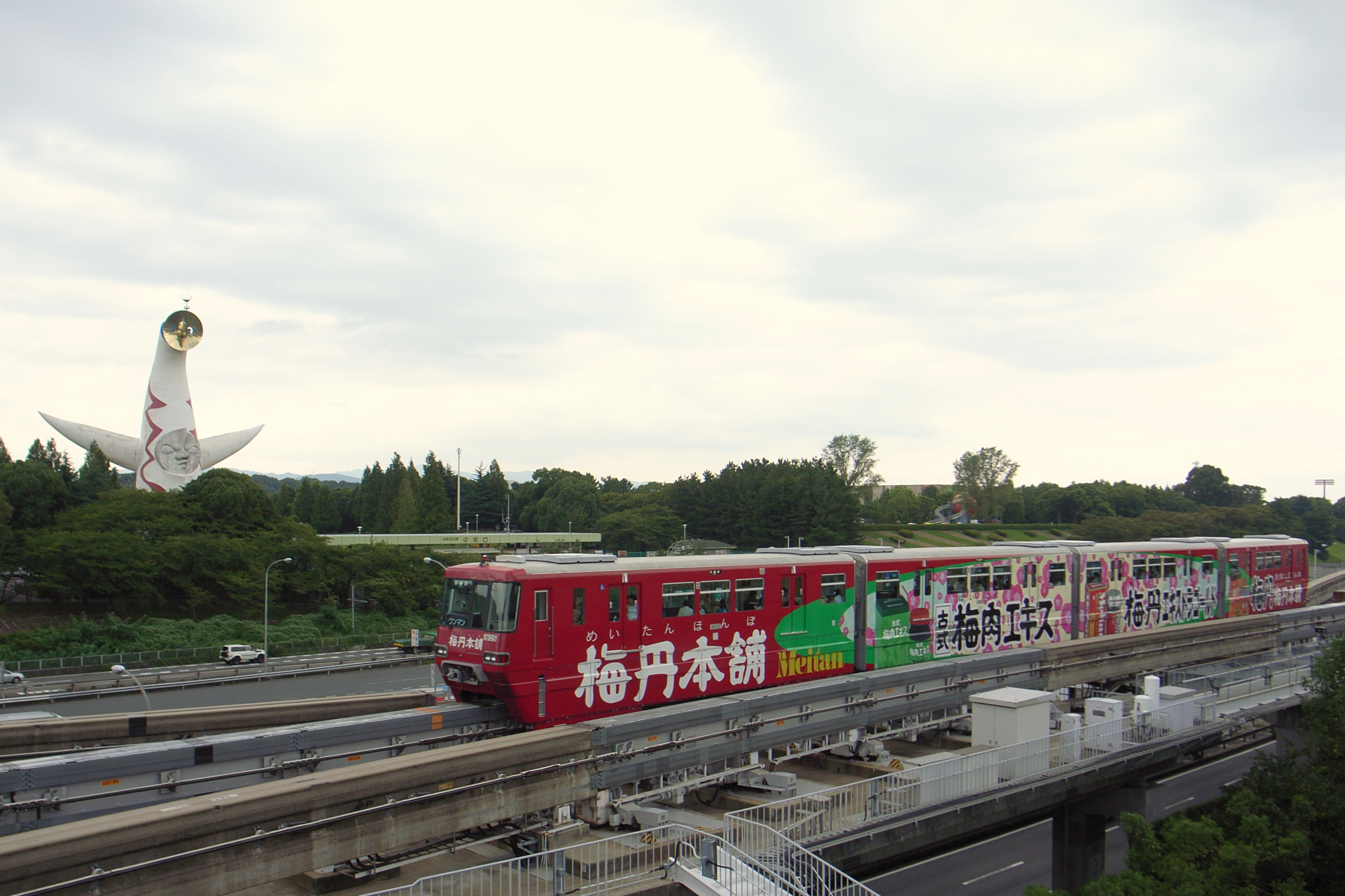
Une rame du monorail d'Osaka passant devant la Tour du Soleil (2008).

En 1997, Naoko Yamano, guitariste et membre fondatrice du groupe pop/punk d'Osaka Shonen Knife a écrit une chanson intitulée Tower of the Sun, part de l'album de 1997 Brand New Knife.
La Tour apparaît dans le film I Wish, nos vœux secrets (Kiseki, 2011) du réalisateur Hirokazu Koreeda.
Elle a une place importante dans le manga de Naoki Urasawa : 20th Century Boys.